# Ikuma Dan
Ikuma Dan (født 7. april 1924 i Tokyo, Japan, død 17. maj 2001 i Suzhou, Kina) var en japansk komponist.
Dan tog musikeksamen fra Tokyo National University of Fine Arts and Music (1946) under Kosaku Yamada.
Han hører til en af Japan´s betydelige komponister i nyere tid. Han skrev syv symfonier, orkesterværker ,operaer, kammermusik, filmmusik, koncerter, scenemusik, vokalværker, børnesange etc.

## Udvalgte værker
- Symfoni nr. 1 (1948-1949 Rev. 1956-1957) - for orkester
- Symfoni "Burleske" (1954) - for orkester
- Symfoni nr. 2 (1955-1956 Rev. 1988) - for orkester
- Symfoni nr. 3 (I 2 satser) (1960) - for orkester
- Symfoni nr. 4 "1965 Kanagawa" (1965) - for orkester
- Symfoni nr. 5 "Men" (1965) - for orkester
- Symfoni nr. 6 "Hiroshima" (1985) - for sopran, nohkan, shinobue og orkester
- "Kranen i tusmørke'' (1952) - opera